# Amen break

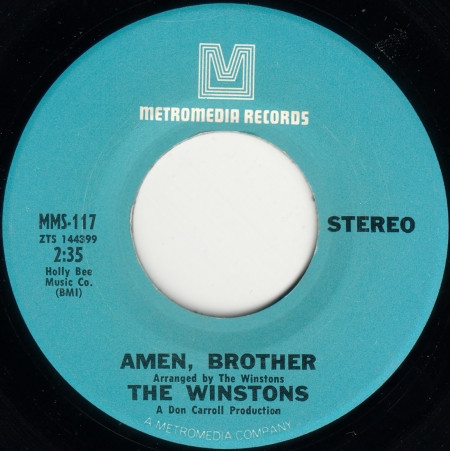
Etiqueta do single Amen, Brother do grupo The Winstons, que contém o Amen Break

"Amen break" é um solo de bateria apresentado em 1969 por Gregory C. Coleman, na canção "Amen, Brother", da banda de funk e soul The Winstons. Ganhou atenção a partir da década de 1980 quando seus 5,2 segundos foram amplamente reutilizados na criação de samples de hip hop, jungle, breakcore e drum and bass, tornando-se a base precursora de diversos estilos musicais posteriores.
A canção completa é uma variação de um hino gospel em andamento acelerado, e foi lançada no lado B do compacto "Color Him Father" em 1969.
Assim como em diversos outros casos de samples, o baterista Coleman e o detentor do direito autoral Richard L. Spencer nunca receberam qualquer royalty pelo reuso.

## Primeiros traços
A canção completa ganhou fama na cultura hip hop e em subsequentes comunidades de música eletrônica quando um antigo funcionário da Downstairs Records conhecido como Breakbeat Lenny a compilou em seu bootleg Ultimate Breaks and Beats, de 1986. Lenny contratou Louis Flores para editar os compassos do trecho de bateria numa velocidade muito mais lenta que o restante da canção. Apesar de resultar numa diferença notável de andamento no meio da canção, permitiu que os DJ de hip hop pudessem estender a batida ao alternar duas cópias da gravação em diferentes equipamentos, ignorando o resto. Tal técnica havia sido criada por Kool Herc em 1974, e se tornou tendência a partir de 1977 através de Grandmaster Flash). Já em 1987, a E-mu lançou o sampler SP1200, alterando as técnicas de produção de caixas de ritmos para samples. A maioria dos produtores começou a pesquisar por samples inicialmente da série Ultimate Breaks and Beats, projetando o Amen break à fama no fim da década de 1980 na comunidade hip hop.

## Breakbeat hardcore
Em 1990, com a vinda da cultura rave no Reino Unido, o solo passou a aparecer em diferentes produções de breakbeat hardcore, adicionando a influência hip hop no breakbeat e aumentando o andamento. Uma grande influência reggae e ragga emergiu em 1991 e 1992, com melodias de piano ou outros samples de reggae jamaicano sendo usados sobre batidas frenéticas a 150 e 170 batidas por minuto. Variações eventualmente chegaram no jungle, que foi posteriormente refinado, passando a se chamar drum and bass.

## Hip hop
O solo também foi usado por artistas como DJ Axera e Gomanda em diversas faixas. O primeiro produtor a remodelar o som da bateria num novo padrão foi Mr. Mixx do 2 Live Crew, na canção "Feel Alright Y'all" de 1987, seguido de Mantronix com "King of the Beats" no ano seguinte. O som acabou sendo usado também por artistas de rock como Oasis ("D'You Know What I Mean"), Perry Farrell, Nine Inch Nails e The Mad Capsule Markets, e bandas de estilo alternativo, como twenty one pilots ("Heavydirtysoul") além de comerciais.

## Notação
```
                                    | 1 - 2 - 3 - 4 -  | 1 - 2 - 3 - 4 -  | 1 - 2 - 3 - 4 -  | 1 - 2 - 3 - 4 -  |
Pratos de ataque (C)/condução (R):  | R-R-R-R-R-R-R-R- | R-R-R-R-R-R-R-R- | R-R-R-R-R-R-R-R- | R-R-R-R-R-C-R-R- |
Bumbo (B)/Caixa (S):                | B-B-S--S-SBBS--S | B-B-S--S-SBBS--S | B-B-S--S-SB---S- | -SBBS--S-SB---S- |

```